# Kitenska reka
Kitenska reka, Orlaszka reka, dawniej Karaagacz (bułg. Китенска река, Орляшка река, Караагач) – rzeka we wschodniej Bułgarii.
Rzeka bierze swój początek pod nazwą Stara Wizica (Стара Визица) ze strandżańskiego grzbietu górskiego Bosna, na wysokości 331 m n.p.m., około 400 metrów od szczytu górskiego Demira (424 m n.p.m.). Płynie w kierunku wschodnim. W środkowym biegu skręca na północny wschód pod nazwą Orlaszka reka. W dolnym biegu po absorpcji lewego dopływu Uzunczairskiej reki płynie ponownie w kierunku wschodnim już pod nazwą Kitenska reka. Prawie przez cały swój bieg płynie głęboką i zalesioną doliną. Uchodzi do południowo-wschodniej części zalewu Karaagacz, który jest częścią Morza Czarnego. Wzdłuż rzeki nie ma położonych żadnych miejscowości. 
Jej głównymi dopływami są: Tikleszka reka, Iliewa reka, Trionska reka, Uzunczairska reka. 
Rzeka ma 30,5 km długości, powierzchnię dorzecza o wielkości 182 km². Kitenska reka obfituje w ryby oraz rzadkie gatunki roślin i zwierząt. Płynie przez region krasowy, powodując utratę wody w jej korycie.